# مقاطعة تايلور (كنتاكي)
مقاطعة تايلور (بالإنجليزية: Taylor County, Kentucky)‏ هي إحدى مقاطعات ولاية كنتاكي في الولايات المتحدة. تأسست سنة 1848، بلغ عدد سكانها 24512 نسمة في عام 2010 حسب إحصاء مكتب تعداد الولايات المتحدة .

## وصلات خارجية
- http://www.taylorcounty.us/
- United States Counties